# Liga Femenina de baloncesto 1996-97
La temporada 1997-98 de la Liga Femenina fue la 34.ª temporada de la liga femenina de baloncesto. Se inició en septiembre de 1996 y acabó el 13 de abril de 1997. Los playoffs sirvieron a Pool Getafe quien ganó al Canoe N. C. en los playoffs 2–1.

## Liga regular
| Pos. | Equipo                  | PJ | G  | P  | PF   | PC   | DP   | Pts | Clasificación o descenso          |
| ---- | ----------------------- | -- | -- | -- | ---- | ---- | ---- | --- | --------------------------------- |
| 1    | Pool Getafe             | 22 | 22 | 0  | 2092 | 1352 | +740 | 44  | Clasifican a los Playoffs         |
| 2    | Universitari Barcelona  | 22 | 17 | 5  | 1597 | 1405 | +192 | 39  | Clasifican a los Playoffs         |
| 3    | Canoe N. C.             | 22 | 17 | 5  | 1883 | 1434 | +449 | 39  | Clasifican a los Playoffs         |
| 4    | Sandra Gran Canaria     | 22 | 14 | 8  | 1713 | 1515 | +198 | 36  | Clasifican a los Playoffs         |
| 5    | Salamanca Halcón Viajes | 22 | 14 | 8  | 1638 | 1472 | +166 | 36  | Acceso a la Liga de clasificación |
| 6    | Celta Banco Simeón      | 22 | 13 | 9  | 1497 | 1431 | +66  | 35  | Acceso a la Liga de clasificación |
| 7    | Fonxesta Ensino         | 22 | 9  | 13 | 1563 | 1507 | +56  | 31  | Acceso a la Liga de clasificación |
| 8    | Universidad de Oviedo   | 22 | 9  | 13 | 1494 | 1572 | −78  | 31  | Acceso a la Liga de clasificación |
| 9    | CB Navarra              | 22 | 9  | 13 | 1427 | 1631 | −204 | 31  | Acceso a la Liga de clasificación |
| 10   | Intercambio Arganda     | 22 | 5  | 17 | 1336 | 1659 | −323 | 27  | Acceso a la Liga de clasificación |
| 11   | Mejillón de Galicia     | 22 | 3  | 19 | 1342 | 1646 | −304 | 25  | Descenso a Primera División       |
| 12   | Cepsa Tenerife          | 22 | 0  | 22 | 1124 | 2082 | −958 | 22  | Descenso a Primera División       |

 Fuente: BRD

### Liga de clasificación
Finalizada la liga regular, tuvo lugar una fase de clasificación para los equipos del 5º al 10º para definir el representante español a la Copa Ronchetti. Dicha fase se disputó entre 15 de marzo y el 12 de abril, precisamente la última jornada no ha se han encontrado los resultados, por lo que a la clasificación le falta ésta.
| Pos. | Equipo                  | PJ | G | P | PF  | PC  | DP   | Pts | Clasificación o descenso      |
| ---- | ----------------------- | -- | - | - | --- | --- | ---- | --- | ----------------------------- |
| 1    | Salamanca Halcón Viajes | 4  | 4 | 0 | 385 | 235 | +150 | 8   | Clasifica a la Copa Ronchetti |
| 2    | Celta Banco Simeón      | 4  | 4 | 0 | 239 | 207 | +32  | 8   |                               |
| 3    | Universidad de Oviedo   | 4  | 2 | 2 | 296 | 279 | +17  | 6   |                               |
| 4    | Fonxesta Ensino         | 4  | 2 | 2 | 222 | 260 | −38  | 6   |                               |
| 5    | Intercambio Arganda     | 4  | 0 | 4 | 229 | 287 | −58  | 4   |                               |
| 6    | CB Navarra              | 4  | 0 | 4 | 207 | 283 | −76  | 4   |                               |

 Fuente: BRD

### Playoffs
|  | Semifinales              | Semifinales              | Semifinales              | Semifinales           | Semifinales | Semifinales |               |               | Final         | Final | Final | Final | Final | Final |
|  |                          |                          |                          |                       |             |             |               |               |               |       |       |       |       |       |
|  |                          |                          |                          |                       |             |             |               |               |               |       |       |       |       |       |
|  |                          |                          |                          |                       |             |             |               |               |               |       |       |       |       |       |
|  | 4 Sandra Gran Canaria    | 4 Sandra Gran Canaria    | 4 Sandra Gran Canaria    | 4 Sandra Gran Canaria | 53          | 61          |               |               |               |       |       |       |       |       |
|  | 4 Sandra Gran Canaria    | 4 Sandra Gran Canaria    | 4 Sandra Gran Canaria    | 4 Sandra Gran Canaria | 53          | 61          |               |               |               |       |       |       |       |       |
|  | 1 Pool Getafe            | 1 Pool Getafe            | 1 Pool Getafe            | 1 Pool Getafe         | 80          | 77          |               |               |               |       |       |       |       |       |
|  | 1 Pool Getafe            | 1 Pool Getafe            | 1 Pool Getafe            | 1 Pool Getafe         | 80          | 77          | 1 Pool Getafe | 1 Pool Getafe | 1 Pool Getafe | 80    | 97    | 94    |       |       |
|  |                          |                          |                          |                       |             |             | 1 Pool Getafe | 1 Pool Getafe | 1 Pool Getafe | 80    | 97    | 94    |       |       |
|  |                          | 3 Canoe N. C.            | 3 Canoe N. C.            | 3 Canoe N. C.         | 84          | 78          | 75            |               |               |       |       |       |       |       |
|  | 3 Canoe N. C.            | 3 Canoe N. C.            | 3 Canoe N. C.            | 3 Canoe N. C.         | 84          | 78          | 75            | 97            | 82            | 73    |       |       |       |       |
|  | 3 Canoe N. C.            | 3 Canoe N. C.            | 3 Canoe N. C.            |                       |             |             |               |               |               | 73    |       |       |       |       |
|  | 2 Universitari Barcelona | 2 Universitari Barcelona | 2 Universitari Barcelona | 81                    | 98          | 71          |               |               |               |       |       |       |       |       |
|  | 2 Universitari Barcelona | 2 Universitari Barcelona | 2 Universitari Barcelona | 81                    | 98          | 71          |               |               |               |       |       |       |       |       |

## Postemporada
- Campeonas de la Liga Femenina 1996-97: Pool Getafe (1er título).
- Campeonas de la Copa de la Reina 1996-97: Pool Getafe (1er título).
- Clasificadas para Euroliga 1997-98: Pool Getafe.
- Clasificadas para Copa Ronchetti 1997-98: Sandra Gran Canaria.
- Descendidas a Primera División:  Cepsa Tenerife, Mejillón de Galicia (descensos deportivos) y Intercambio Arganda (renuncia a la plaza).
- Ascendidas de Primera División:  Popular Bàsquet Godella, Aluminios Tizona Burgos (ascensos deportivos) y Femenino Tres Cantos (por plazas vacantes).